# Marie-Rose Simoni-Aurembou
Marie-Rose Simoni-Aurembou (* 18. März 1936 im Département Allier; † 3. August 2012 in Paris) war eine französische Linguistin, Romanistin und Dialektologin.

## Leben und Werk
Marie-Rose Aurembou war die Tochter der Schriftstellerin Renée Aurembou (1908–2006).  Bekannt wurde sie als Autorin des Sprachatlas der Region Île de France. Sie habilitierte sich 1990 kumulativ in Linguistik bei Georges Straka an der Universität Straßburg (Doctorat d’État) mit der Thèse Etudes de dialectologie gallo-romane et hispanique. Sie war Directeur de recherche im CNRS und wirkte am Corpus de la parole mit.
Ihr Grab ist in Cressanges, Département Allier.

## Werke

### Autorschaft
- Atlas linguistique et ethnographique de l'Île-de-France et de l'Orléanais. Île-de-France, Orléanais, Perche, Touraine, 2 Bde., Paris 1973–1978
- (mit Alain Morin) Le Perche à table, Ceton 1992
- (mit Alain Morin) Le Perche gourmand, Ceton 1993
- (mit Jean-Pascal Simon) Dictionnaire du français régional de Touraine, Paris 1995
- (mit Albert Dud'huit und  Alain Morin) Trésor du parler percheron,  Ceton 1996 (Vorwort von Jacques Monfrin)

### Herausgeberschaft
- (Hrsg.) Trésor des légendes du Perche, Mortagne au Perche 1979
- (Hrsg.) Jean-Roger Chabol [1690–1768], Parlers et jardins de la banlieue de Paris au XVIIIe siècle. Montreuil, Bagnolet, Vincennes, Charonne, Paris 1982
- (Hrsg.) Renée Aurembou [1908–2006], Il était une fois... le Bourbonnais. Textes, Marseille 1983
- (Hrsg. mit Brigitte Horiot und Georges Straka) Pierre Gardette, Études de géographie linguistique,  Strasbourg 1983
- (Hrsg.) Arsène Vincent, L'alphabet du quotidien. Petite chronique du canton de Thiron au XIXe siècle, Mortagne au Perche 1983
- (Hrsg.) Aspects de la piété populaire dans le Perche et en Basse-Normandie. Actes du colloque de la Lubinière,  Pentecôte 1987,  Mortagne-au-Perche 1987
- (Hrsg.) Noms de lieux - noms de vie. Actes du 2e Colloque de la Lubinière, mai 1988, Ceton 1994
- (Hrsg.) Dialectologie et littérature du domaine d'oi͏̈l occidental. Lexique des plantes : morphosyntaxe. Actes du cinquième colloque tenu à Blois-Seillac du 5 au 7 mai 1993, Fontaine-les-Dijon 1995
- (Hrsg.) Français du Canada, français de France. Actes du cinquième colloque international de Bellême du 5 au 7 juin 1997, Tübingen 2000
- (Hrsg. mit Peter Lauwers und Pierre Swiggers) Géographie linguistique et biologie du langage. Autour de Jules Gilliéron, Löwen 2002
- (Hrsg. mit Brigitte Horiot und Elmar Schafroth) Mélanges offerts au Professeur Lothar Wolf. "Je parle, donc je suis...de quelque part", Lyon  2005
- (Hrsg. mit Yves Danguy) 50 semaines du Père La Bricole 1911-1986. Chroniques,  Verrières 2008
- (Hrsg. mit Marie-José Dalbera-Stefanaggi) Images de la langue. Représentations spatiales, sémantiques et graphiques. 132e congrès national des sociétés historiques et scientifiques, Arles, 2007 (Internetedition 2009 : http://cths.fr/ed/edition.php?id=4701)
- (Hrsg. mit Benoît Cursente) Écrire le nom. Les noms de personnes dans l’histoire et dans les lieux. 134e Congrès national des sociétés historiques et scientifiques, Bordeaux, 2009 (Internetedition 2011 : http://cths.fr/ed/edition.php?id=5329)
- (Hrsg. mit Marie-José Dalbera-Stefanaggi) La Langue française, vecteur d'échanges culturels. 133e Congrès national des sociétés historiques et scientifiques, Québec, 2008 (Internetedition 2012 : http://cths.fr/ed/edition.php?id=5070)